# كيلين بريغز
كيلين بريغز (بالإنجليزية: Kellen Briggs)‏ هو لاعب هوكي الجليد أمريكي، ولد في 28 يونيو 1983 في كولورادو سبرينغس في الولايات المتحدة.

## وصلات خارجية
- كيلين بريغز على موقع دوري الهوكي الوطني (الإنجليزية)
- كيلين بريغز على موقع EliteProspects.com (الإنجليزية)
- كيلين بريغز على موقع HockeyDB.com (الإنجليزية)